# Fritz Duda

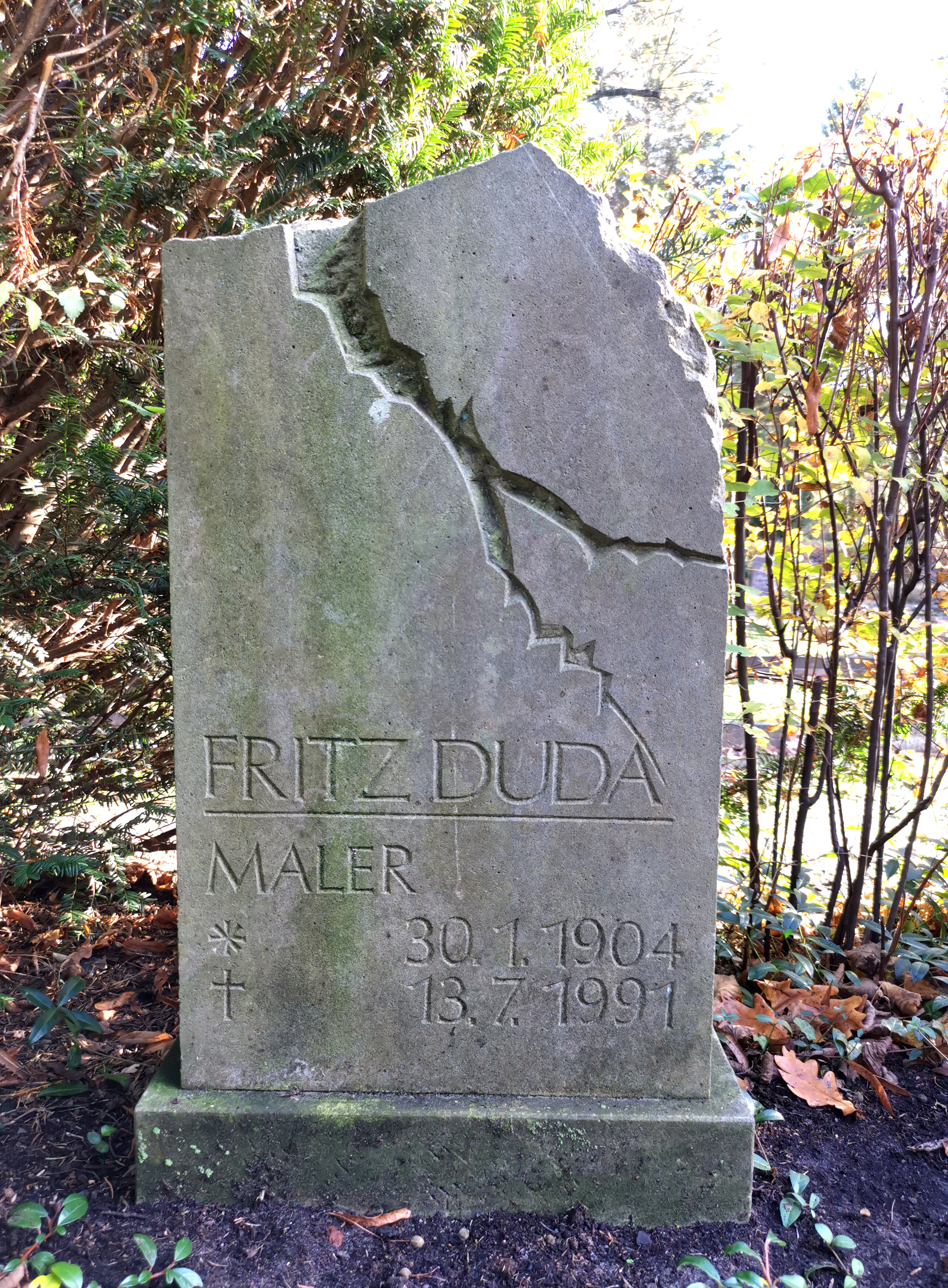
Grab auf dem Friedhof Pankow III, Abt. 10 U

Fritz Duda (* 30. Januar 1904 in Horst/Gelsenkirchen; † 13. Juli 1991 in Berlin) war ein deutscher Maler und Grafiker.

## Leben
Fritz Duda wurde in einer Bergarbeiterfamilie des Ruhrgebietes geboren. Da er von Geburt zusammengewachsene Finger an beiden Händen hatte, konnte er nicht – der Tradition und Vorstellungen der Eltern entsprechend – Bergarbeiter werden. Er studierte von 1922 bis 1924 an der Folkwangschule in Essen und von 1924 bis 1933 als Student und Meisterschüler bei Karl Hofer und Paul Plontke an der Kunsthochschule Berlin-Charlottenburg/Berlin-Weißensee. Sein künstlerisches Werk begann um 1925. „In seinen frühen sozialkritischen Gemälden werden Natur und Kreatur zu Gleichnissen für soziale Tatbestände.“
Duda war ab 1928 Mitglied der Asso Berlin, 1929 trat er der KPD-Opposition (KPO) bei. 1930 war er Mitbegründer des Roten Studentenbundes an der Kunsthochschule, 1933 wurde er von der Kunsthochschule ausgeschlossen und lebte als freischaffender Künstler. 1936 erhielt er ein Ausstellungsverbot, bis 1939 unternahm er Reisen nach Österreich, Dänemark, in die Tschechoslowakei sowie in die Schweiz. Ab 1939 war er Zeichner und Modellbauer in einem Architekturbüro und arbeitete im politischen Untergrund mit Kontakten zur KPO, KPD und der Widerstandsgruppe „Rote Kapelle“. 1944 wurde sein Atelier ausgebombt und führte zum Verlust des Ateliers sowie seiner gesamten Arbeiten in Berlin.
Ab 1945 war er erneut freischaffend tätig und beteiligte sich am Wiederaufbau der KPD, der städtischen Verwaltung Berlins und am Wiederaufbau des Schutzverbandes bildender Künstler (SbK) im FDGB. 1946 gründete Duda die Arbeitsgemeinschaft sozialistische Künstler, die an die Tradition der „Asso“ anknüpfen wollte. Er trat der SED bei und war 1948–1949 im Vorstand des Schutzverbandes Bildender Künstler. Enge Freundschaft verband Duda mit Fritz Cremer 1950 war er Mitbegründer des Verbands Bildender Künstler der DDR sowie Funktionär des Verbandes.
1950 bis 1956 war er wegen seiner früheren Mitgliedschaft in der KPO aus der SED ausgeschlossen. Die VVN-Rente wurde ihm entzogen, er erhielt keine Aufträge, konnte keine Bilder verkaufen. Nach dem 20. Parteitag der KPdSU wurde er rehabilitiert. Mutmaßlich Anfang der 1960er Jahre erhielt er den Auftrag für den Entwurf repräsentativer Bleiglasfenster des Ratssaals des Rathauses Pankow.
Ab 1958 machte Duda sehr viele Studienreisen unter anderem nach Bulgarien, Moskau, Leningrad, mittelasiatische Sowjetrepubliken, Kraków und Colmar. Untergebracht war er in der sogenannten Intelligenzsiedlung in Berlin-Schönholz nahe der Straße 201.
Duda hatte in der Sowjetischen Besatzungszone und in der DDR eine bedeutende Zahl von Einzelausstellungen und Ausstellungsbeteiligungen, u. a. 1946, 1953, 1958, 1962/63, 1972/73 und 1977/78 an den Deutschen Kunstausstellungen bzw. Kunstausstellungen der DDR in Dresden.

## Ehrungen (Auswahl)
- 1965: Käthe-Kollwitz-Preis
- 1968: Johannes-R.-Becher-Medaille in Silber
- 1974: Kunstpreis der DDR
- 1974: Ehrenmitglied des Verbands Bildender Künstler der DDR
- 1976: Ehrenmedaille des Komitees der Antifaschistischen Widerstandskämpfer in der DDR
- 1978: Vaterländischer Verdienstorden in Gold
- 1980: Goethepreis der Stadt Berlin
- 1982: Hans-Grundig-Medaille
- 1984: Nationalpreis der DDR III. Klasse

## Fotografische Darstellung Dudas
- Christian Borchert: Der Maler Fritz Duda in seinem Atelier, im Hintergrund eines seiner Werke (1975)[7]

## Öffentliche Sammlungen mit Werken Dudas (mutmaßlich unvollständig)
- Berlin: Berlinische Galerie[8]
- Berlin: Nationalgalerie[9]

## Publizierte Essays Dudas
- Von den Grundlagen künstlerischer Gestaltung. In: Bildende Kunst, Berlin, 1964, S. 293–296
- Ein großer Künstler und aufrechter Kämpfer. Zum Gedenken des Grafikers Boris Angeluschew. In: Bildende Kunst, Berlin, 1967, S. 409–412
- Dürers Gedächtnissäule für den Bauernkrieg. Polemische Gedanken zu einem Artikel von Wilhelm Fraenger in der „Bildenden Kunst“ Heft 9/1970. In: Bildende Kunst, Berlin, 1972, S. 38–40

## Weitere Ausstellungen (unvollständig)

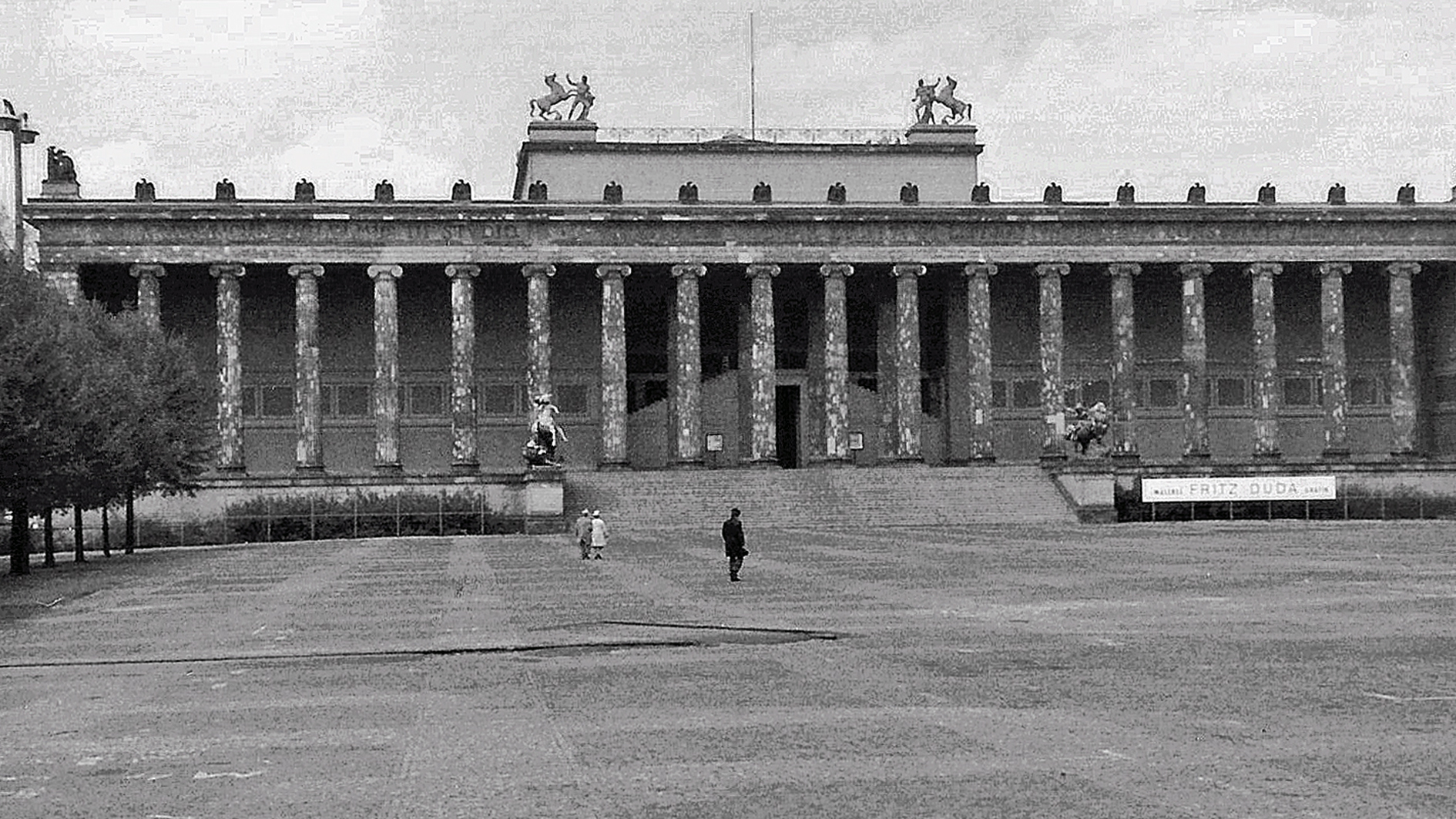
Duda-Ausstellung im Alten Museum Berlin, 1974

- bis 1933: Beteiligungen an Ausstellungen u. a. in Berlin, Essen, Münster, Kassel und Dortmund
- 1935: Kollektivausstellung „Ruhrgebiet“ Galerie Gurlitt Berlin
- 1936: Beteiligung an der Ausstellung junger Maler in der Galerie van der Heyde Berlin (Ausstellung musste sofort geschlossen werden)
- 1948: Einzelausstellung in der Galerie Franz, Berlin-Wilmersdorf